# Kapusta właściwa

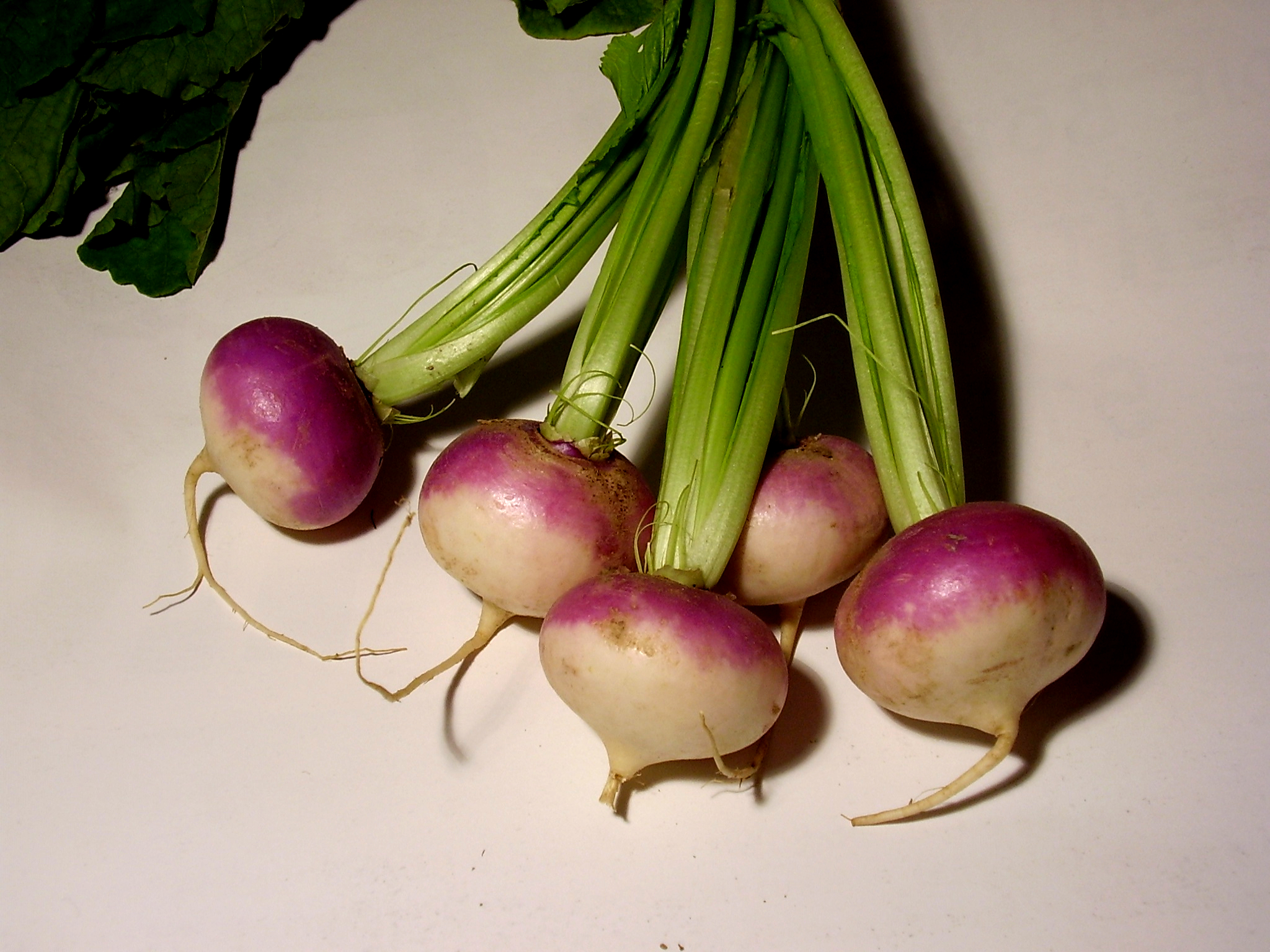
Rzepa

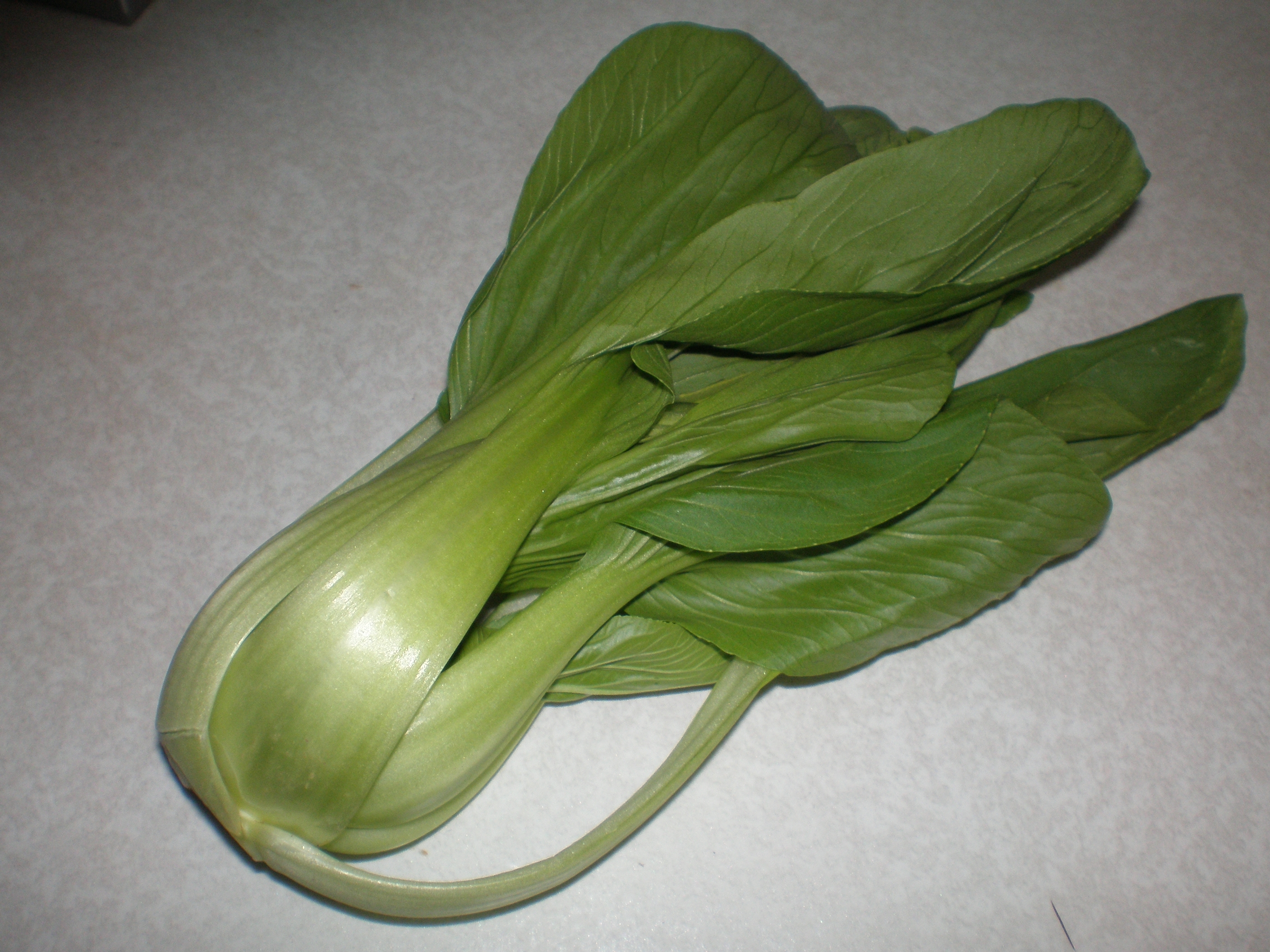
Kapusta chińska

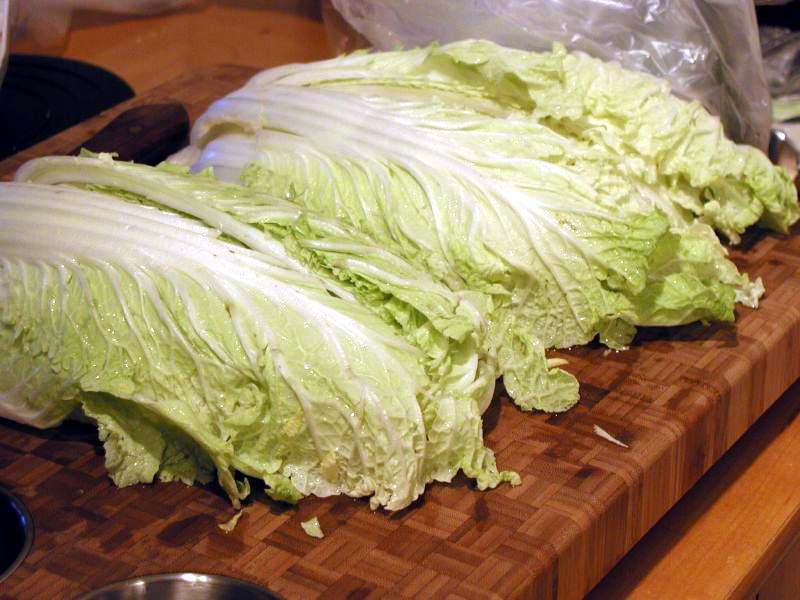
Kapusta pekińska

Kapusta właściwa, rzepa właściwa (Brassica rapa L.) – gatunek rośliny należący do rodziny kapustowatych (dawniej zwanej rodziną krzyżowych). Rośnie dziko w Afryce Północnej (Algieria, Libia, Maroko, Tunezja). Jest uprawiany w wielu rejonach świata w licznych odmianach. W Polsce jest rośliną uprawną, ale występuje także w postaci zdziczałej (archeofit, efemerofit).

## Morfologia
ŁodygaWzniesiona, wyprostowana, rozgałęziająca się. Ma wysokość 60-120 cm.
LiścieDolne lirowatego kształtu i owłosione, zielonego koloru, górne jajowate, ząbkowane, sine. Najwyższe liście całobrzegie. Swoją nasadą obejmują łodygę.
KwiatyDrobne, złocistożółtego koloru opłatkach długości 6-12 mm. Kwiaty przewyższają skupione na szczycie pędu pączki. Kwiaty słabo przedsłupne, samopylne.
OwocŁuszczyna.

## Biologia i ekologia
Roślina jednoroczna lub dwuletnia. Zdziczałe formy rosną na polach uprawnych jako chwasty, na miedzach, przydrożach, rowach.

## Zmienność
W systematyce kapusty istnieje wielkie zagmatwanie, różne klasyfikacje podają różne nazewnictwo. Według najnowszych ustaleń przeprowadzonych przez botaników Germplasm Resources Information Network, skupionych w towarzystwie The Multinational Brassica Genome Project w obrębie gatunku Brassica rapa wyróżnia się 10 podgatunków (stan na 2010 r.):
- Brassica rapa L. subsp. campestris (L.) A. R. Clapham – kapusta właściwa polna
- Brassica rapa L. subsp. chinensis (L.) Hanelt – kapusta właściwa chińska
- Brassica rapa L. subsp. dichotoma (Roxb.) Hanelt
- Brassica rapa L. subsp. japonica Shebalina – kapusta właściwa japońska
- Brassica rapa L. subsp. narinosa (L. H. Bailey) Hanelt
- Brassica rapa L. subsp. nipposinica (L. H. Bailey) Hanelt
- Brassica rapa L. subsp. oleifera (DC.) Metzg. – kapusta właściwa olejowa
- Brassica rapa L. subsp. pekinensis (Lour.) Hanelt – kapusta właściwa pekińska
- Brassica rapa L. subsp. rapa – kapusta właściwa typowa (rzepa właściwa typowa, rzepa)
- Brassica rapa L. subsp. trilocularis (Roxb.) Hanelt

Nazwy polskie (z modyfikacjami) na podstawie Krytycznej listy roślin naczyniowych Polski.

## Zastosowanie
- Kapusta właściwa typowa, znana jako rzepa, jest uprawiana jako warzywo o jadalnej bulwie, popularne w strefie klimatu umiarkowanego na całym świecie. Odmiany o bulwach mniejszych, lecz delikatniejszych w smaku uprawiane są jako żywność dla ludzi, natomiast większe, lecz o mniejszych walorach smakowych uprawia się na paszę dla zwierząt hodowlanych. Rzepa jest często uprawiana w Europie, zwłaszcza w jej chłodniejszych rejonach. Dobrze aklimatyzuje się nawet w chłodniejszym klimacie, a jej bulwy mogą być przechowywane przez kilka miesięcy od ich zebrania. Dokładne miejsce pierwotnego występowania rzepy nie jest znane. Przypuszcza się, że warzywo to może pochodzić z Afganistanu, Pakistanu lub z rejonu Morza Śródziemnego. Rzepa była uprawiana w starożytnej Grecji i w Cesarstwie rzymskim. Znaleziska pochodzące z roku ok. 1500 p.n.e. z Indii świadczą o pozyskiwaniu oleju z nasion rosnącej dziko rzepy. Znaleziska neolityczne poświadczają występowanie rzepy (B. campestris) w chłodnym klimacie. Tę samą odmianę uprawiają współcześni farmerzy. Obecnie w Polsce uprawia się wiele jej podgatunków.
- Niektóre podgatunki (kapusta pekińska, chińska) są uprawiane jako warzywo dla jadalnych liści.
- Z nasion rzepy właściwej olejowej wytwarza się olej jadalny.
- Roślina lecznicza. Niektóre podgatunki i odmiany mają zastosowanie w lecznictwie.
- Roślina kosmetyczna. Niektóre podgatunki i odmiany wykorzystywane są do produkcji kosmetyków (szampony do włosów) i wytwarzania maseczek kosmetycznych.